# Boronia rubiginosa
Boronia rubiginosa är en vinruteväxtart som beskrevs av Allan Cunningham och Stephan Ladislaus Endlicher. Boronia rubiginosa ingår i släktet Boronia och familjen vinruteväxter. Inga underarter finns listade i Catalogue of Life.